# Club de Fútbol Lorca Deportiva (1969)
El Club de Fútbol Lorca Deportiva fou un club de futbol de la ciutat de Llorca a la Regió de Múrcia.
El club va ser fundat el 1969 i va desaparèixer el 1994 per problemes econòmics. Va arribar a jugar a Segona Divisió.
Evolució de l'uniforme:
| 1969-1971 | 1971-1972 | 1972-1973 | 1974-1977 | 1977-1994 |

Evolució dels principals clubs de Llorca:
- Lorca Foot-ball Club (1901-1928)
- Unión Deportiva Lorquina (1922-1924)
- Lorca Sport Club (1928-1932)
- Club Deportivo Lorca (1933-1935) → Lorca Fútbol Club (1935-1941) → Lorca Club de Fútbol (1941-1946)
- Club Deportivo Lorca (1950-1966)
- CF Lorca Deportiva (1969-1994)
- Lorca Promesas CF (1986-1994)
- Lorca Club de Fútbol (1994-2002)
- Lorca Deportiva CF (2002-2011) → Lorca Deportiva Olímpico (2011-2012)
- Sangonera Atlético CF (1996-2010) → Lorca Atlético CF (2010-2012)
- La Hoya Deportiva CF (2003-2010) → La Hoya Lorca CF (2010-2017) → Lorca FC (2017-2022)
- Club de Fútbol Lorca Deportiva (2012-)

## Temporades
| Temporada | Nivell | Divisió      | Posició | Copa del Rei |
| --------- | ------ | ------------ | ------- | ------------ |
| 1969/70   | 5      | 2ª Reg.      | 1r      |              |
| 1970/71   | 4      | 1ª Reg.      | 6è      |              |
| 1971/72   | 4      | Reg. Pref.   | 2n      |              |
| 1972/73   | 4      | Reg. Pref.   | 7è      |              |
| 1973/74   | 4      | Reg. Pref.   | 3r      |              |
| 1974/75   | 4      | Reg. Pref.   | 19è     |              |
| 1975/76   | 5      | 1ª Reg.      | 2n      |              |
| 1976/77   | 4      | Reg. Pref.   | 11è     |              |
| 1977/78   | 5      | Reg. Pref.   | 7è      |              |
| 1978/79   | 5      | Reg. Pref.   | 2n      |              |
| 1979/80   | 4      | 3a Divisió   | 17è     |              |
| 1980/81   | 4      | 3a Divisió   | 1r      |              |
| 1981/82   | 3      | 2a Divisió B | 3r      |              |
| 1982/83   | 3      | 2a Divisió B | 11è     |              |
| 1983/84   | 3      | 2a Divisió B | 1r      |              |
| 1984/85   | 2      | 2a Divisió   | 20è     |              |
| 1985/86   | 3      | 2a Divisió B | 20è     |              |
| 1986/87   | 4      | 3a Divisió   | 3r      |              |
| 1987/88   | 3      | 2a Divisió B | 15è     |              |
| 1988/89   | 3      | 2a Divisió B | 19è     |              |
| 1989/90   | 4      | 3a Divisió   | 11è     |              |
| 1990/91   | 4      | 3a Divisió   | 11è     |              |
| 1991/92   | 4      | 3a Divisió   | 6è      |              |
| 1992/93   | 4      | 3a Divisió   | 12è     |              |
| 1993/94   | 4      | 3a Divisió   | 17è     |              |